# 少年鑑別所法
少年鑑別所法（しょうねんかんべつしょほう、平成26年6月11日法律第59号）は、少年鑑別所の設置、管理および収容者の処遇の基本原則に関する日本の法律である。
従来、少年院法（昭和23年7月15日法律第169号）に組み込まれていた少年鑑別所に関する規程を、少年院法の見直しに際して独立した法律として新たに制定したものである。

## 沿革
- 2014年5月27日 - 少年鑑別所法及び新少年院法が衆議院本会議で可決[2][3]。
- 2014年6月4日 - 少年鑑別所法及び新少年院法が参議院本会議で可決、成立[2][3]。
- 2014年6月11日 - 少年鑑別所法及び新少年院法公布（平成26年6月11日法律第59号、第58号）[2][3]。
- 2015年6月1日 - 少年鑑別所法及び新少年院法施行[4]（施行に伴い、旧少年院法は廃止[5]）。